# Manimes
Les Manimes (en latin : [Lygii] Manimi ; en allemand : Manimer) étaient un ancien peuple germanique mentionné à la fin du Ier siècle par l'historien romain Tacite ; c'était l'une des tribus les plus puissantes des Lygiens.
« Car une longue chaîne partage et coupe en deux la Suévie. Au-delà de cette chaîne sont un grand nombre de nations, dont la plus considérable est celle des Lygiens, divisée elle-même en beaucoup de cités. Il suffira de nommer les plus puissantes, les Aries, les Helvécones, les Manimes, les Élysiens, les Naharvales. »
— Tacite, La Germanie, « Mœurs des Germains », XLIII.
Les Manimes furent peut-être la même tribu que celle citée par le géographe grec Strabon sous le nom de Atmonoi, et qui constituait une branche des Bastarnes.

## Sources anciennes
- Tacite, La Germanie